# 金石町
金石町（かないわまち）は、かつて石川県石川郡に属していた町。

## 地理
犀川の河口にあり、日本海に面する港町である。
現在の金沢市北西部に相当する。1943年（昭和18年）、大野村および二塚村とともに金沢市に編入合併して金沢市の地域となった。金沢市に編入されてから、金石町の各町名には金石が冠された。1968年（昭和38年）に住居表示制度の導入により、町名および地番の整理が行われ、金石本町（かないわほんまち）の一部と金石相生町（かないわあいおいちょう）を除き、金石東・金石西・金石北に町名が変更された。

## 歴史
- 鎌倉時代には宮腰と呼ばれ、北前船の寄港地で繁栄した。
- 江戸時代の加賀藩政期、前田利家が宮腰から金沢城へ入城した縁もあり、宮腰港は加賀藩の外港として優遇を受けていた。しかし、隣接する大野港（現在の金沢港付近）にも外港機能があり、大野村と宮腰町の間で利害が対立することが多かった。このような状況を見兼ねた加賀藩は宮腰町と大野村を地域として融合させようと1866年（慶応2年）に合併させた。新しい町名として、固いこと「金石（きんせき）の交わり[1]」（固い約束の意味）から金石（かないわ）を町名として採用した。宮腰地域が金石町本町（1889年に石川郡上金石町に名称を変更する。）、大野地域が金石町庄町（1889年に石川郡下金石町に名称を変更する。）となる。
- 両地域が融合したかに見えたが、1898年（明治31年）3月12日に大野地域（下金石町）が大野町に名称を変更して、金石の地域は本来の宮腰地域に限ることになる。
- 1898年（明治31年）には金石馬車鉄道（後の北陸鉄道金石線）が開業した。金沢に対しては金石往還（現在の石川県道17号金沢港線）で結ばれている。

1920年の国勢調査における世帯数は1,295戸、人口は6,475人。

### 年表
- 1866年（慶応2年） - 宮腰町及び大野村が合併して、金石町が発足する。
- 1889年（明治22年）4月1日 - 町村制の施行により、石川郡金石町本町の区域をもって、石川郡上金石町（かみかないわまち）が発足する。
- 1898年（明治31年）2月5日 - 金石馬車鉄道が金石駅と長田町駅間で開業。
- 1920年（大正9年）6月1日 - 金石町に名称を変更する。
- 1943年（昭和18年）12月1日 - 金石町、二塚村及び大野村が金沢市に編入する。

## 交通

### 鉄道
- 金石電気鉄道
  - 金石駅 - 松原駅

### 道路
- 金石往還（通称金石街道、現在の石川県道17号金沢港線）

## 名所・旧跡・観光スポット
- 秋葉神社
- 金刀比羅神社
- 専長寺
- 本龍寺
- 濤々園 - 金石電気鉄道が経営していた遊園地。

## 出身人物
- 木嬰長次郎 - 捕鯨家。
- 銭屋五兵衛
- 初代中村歌右衛門
- 安宅弥吉 - 安宅産業の創設者。
- 鈴木庸生 - 理学博士。理化学研究所。